# 東方風神録 〜 Mountain of Faith.
『東方風神録　〜 Mountain of Faith.』（とうほうふうじんろく マウンテン・オブ・フェイス）とは、同人サークル上海アリス幻樂団制作の弾幕系シューティングゲームであり、東方Projectの第10弾にあたる作品である。
本作は、2007年5月20日開催の同人イベント「第4回博麗神社例大祭」にて体験版CD-ROM(ver0.01a)が配布され、7月27日に上海アリス幻樂団のウェブサイトでWeb体験版(ver0.02a)を公開、8月17日開催の「コミックマーケット72」にて製品版(ver1.00a)が販売された。9月21日からは同人ショップでの委託販売も行なわれている。
また、本作は2020年6月6日からSteamにて配信されている。
本作は「原点に戻る」というコンセプトのもと開発されており、タイトルは東方Project第2弾でありシューティングゲームとしては1作目にあたる『東方封魔録 〜 the Story of Eastern Wonderland.』を模しているが、ストーリーや設定などに関連性は無い。いわゆる、Windows三部作(紅魔郷・妖々夢・永夜抄)には該当しないが、コンセプトや楽曲が高く評価され、東方の作品の中でも最も人気のある作品の一つ。
諏訪地方の神話・伝承をテーマの下地としており、建御名方神や八坂刀売神（ともに諏訪大社の祭神）または洩矢神に由来する登場人物がある。これは作者のZUNが長野県生まれであることに由来する。長野日報 web版 2009年1月1日付記事では諏訪信仰を題材にしたゲームと紹介され、諏訪への「聖地巡礼」の例として挙げられている。
本項では、以降は『風神録』と称することとする。その他の本項で使用されている東方Project関連の略称については、東方Project#凡例を参照。

## システム
機体性能の異なる「博麗霊夢」「霧雨魔理沙」の2種類の自機から1つ選択し、その後それぞれ3種類ある武器タイプ（装備）からいずれかを選択する
。敵や敵弾に当たるとミスとなり残機が1つ減った上でその場で復活する。全ての残機を失うと満身創痍(ゲームオーバー)になるが、コンティニューすればそのステージの最初から復活しゲームを続行可能。コンテニューしないで6面（最終面）のボスを倒すとエンディングになる。難易度Normal以上でコンティニューせずにクリアすれば、全1面のExtraステージが追加される。
本作はZUNの「原点に戻った作り」というコンセプトにより、それまでの東方Project作品と比べ全体的にシンプルなシステムとなっている。
本作はZUNの「原点に戻った作り」というコンセプトにより、それまでの東方Project作品と比べ全体的にシンプルなシステムとなっている。それが故にか、今作では難易度normal以上でノーコンティニュークリアしないとグッドエンディングを見ることができない。(後述)
難易度や武器タイプ（装備）によるシナリオの変化
本作では選択装備にかかわらずゲーム中の会話イベントは自機ごとに同一であるが、エンディングは装備ごとに変化する。
本作では、難易度 Easy ではコンテニューしないでクリアしてもバッドエンディングとなる。グッドエンディングは難易度 Normal 以上でないと見ることができない。
ショット、オプション、パワーアップ
本作では『永夜抄』までとは異なり、パワーアップアイテム（Pアイテム）を入手しても自機本体から放たれるショットそのものは強化されない。その代わり、パワーの値に応じて自機周辺に「オプション」が最大4個まで装備され、オプションからのショットにより間接的に攻撃が強化される。オプションは装備によって異なり、高速移動時と低速移動時で性能が変化する。パワーの最大値は 5.00 である。
ボムの仕様変更
本作のボムは「霊撃」という名称である。霊撃は、パワーを 1.00 消費して放つボムで、この仕様変更に伴い本作ではボム専用ゲージやボム専用アイテムが無い。「自機のボムはスペルカードである」という設定も無くなり、カットイン演出も廃止されている。4Gamer.netの記者の佐々山薫郁は、この霊撃システムはゲームの流れのテンポをよくするためのものであると指摘している。
この「パワーを消費するボム」は『地霊殿』でも形を変え採用されたが、『星蓮船』でボム専用アイテム・ゲージが復活し、名称も「スペルカード」に戻った。「パワーを消費するボム」は2018年3月現在、『風神録』と『地霊殿』の2作品のみになっている。
かすり（グレイズ）の廃止
本作では、敵弾にかすってもエフェクトが発生するのみで、点数の加算や回数のカウントはない。
信仰ポイント
本作には「信仰ポイント」というパラメータが存在し、画面左下に表示される。この信仰ポイントは、点アイテム入手時の得点や敵スペルカード取得時のボーナス得点に影響を与えるものとなっており、信仰ポイントが高いほど得点が多く得られる。
信仰ポイントは「信仰アイテム」を入手することでのみ増加する。
信仰ポイントは一定時間が経過すると減少が始まるが、種類を問わずアイテムを取得するか敵を倒すことで、減少が発生するまでの時間を遅らせることができる。減少が始まるまでの時間は画面下部に表示されているゲージで確認する事ができる。ミスをして残機を失うと、大幅に信仰ポイントが減少する。ボス戦中や会話イベント中は、時間経過による信仰ポイントの減少はない。
ヒント機能
ゲームのオプション画面で「hint」を ON または AUTO に設定することで有効になる機能だが、マニュアルなどには一切記載されていない。
AUTO に設定しておくと、ミス（被弾）をした箇所がテキストファイルに保存され、以降のゲームプレイ時には過去に被弾した箇所に「Caution!」という表示が出る。テキストファイルを直接編集することにより、ゲーム画面の任意の場所に任意の文字を表示させることも可能になっている。

## あらすじ
参拝客のいない博麗神社は、信仰心不足が問題となっていた。そんな秋のある日、見慣れない一人の人間(東風谷早苗だが、この時の霊夢は知る由も無い。)が神社を訪れ、妖怪の山の上に棲む神様への神社の譲渡を迫られる。後日、神社の巫女である博麗霊夢は魔法使いの霧雨魔理沙と相談し、山の上に棲む神様に会いに行くことを決断する。
山に登った霊夢たちは、譲渡を迫った人間で巫女の東風谷早苗と再会し、山の神は八坂神奈子という名前で、外の世界から神社ごと引っ越してきたことを知る。神奈子は、幻想郷唯一の神社であった博麗神社を押さえれば、幻想郷の人間の信仰も押さえられると考える。その後、神奈子は博麗神社の譲渡要求を取り下げる代わりに、博麗神社に守矢神社（神奈子の神社）の分社を建てることで霊夢との決着がつく。
神奈子は山の妖怪たちからも怪しまれていたが、山の妖怪の有力者である天魔（天狗の長）との会談を経て和解。幻想郷の神の一柱として受け入れられ、妖怪からの信仰も得るようになった。

## 登場人物

### 新規の登場人物
ここでは、『風神録』が初出の登場人物を解説する。
秋 静葉（あき しずは）
秋穣子の姉で、紅葉の神。姉妹で幻想郷の秋を司る。姉妹共々、戦闘は得意ではない。
秋 穣子（あき みのりこ）
秋静葉の妹で、豊穣の神。
毎年、人間の里で行われている収穫祭では、彼女は特別ゲストとして呼ばれている。収穫前に呼ばれないと豊穣をもたらすことはできないのだが、特に人間にそのことを指摘したりはしていない。
鍵山 雛（かぎやま ひな）
払われた厄を集め監視し、人間に不幸が訪れないようにしている、ゴスロリ風の厄神。『ダブルスポイラー』での射命丸文や姫海棠はたての発言によれば、流し雛らしい。
｢厄をため込む程度の能力｣で周囲に厄を溜め込み、集めた厄は神々に渡している。彼女はあくまで自分の周囲に厄を溜めているだけなので、彼女自身が不幸になることはないが、彼女の近くではいかなる者も不幸を避けられない。彼女の周囲に溜められた厄は、大量過ぎて素人目にも見える状態となっている。
スカートの右下部分には「厄」の文字を崩した緑色の渦巻き模様がついている。攻撃や移動の際にクルクルと回転するが、これはZUNによれば、特に意味はないが敢えて言えば「雛」を「人形」のように見せるための演出であるとのこと。
『風神録』では、妖怪の山に近づこうとする霊夢らを追い払うために攻撃を仕掛け、山は危険であると警告するが、逆に撃退されてしまう。
河城 にとり（かわしろ にとり）
妖怪の山に住む河童。エンジニア。
「谷カッパのにとり」を自称する。幻想郷の河童の例に漏れず、人間と河童は盟友だと思っており、博麗霊夢や霧雨魔理沙の前に立ちはだかったのもこれ以上危険な場所へ進ませまいという配慮からである。人見知りをする一面もあり、人間を見ると逃げ出す。『求聞口授』の稗田阿求による評価では危険度は「高」とされており、「人間や他の妖怪を見下している」「人間を河に引きずり込んで命を奪う」などと記載されている。
『風神録』では妖怪の山に侵入しようとする霊夢らに警告するが聞き入れられなかったため、自身が開発した「光学迷彩スーツ」の実験も兼ねて対決する。エンディングでは射命丸文と共に宴会に参加している。また、再び山への侵入を試みた魔理沙を追い返している。『地霊殿』では、八坂神奈子と洩矢諏訪子が地底の妖怪に与えた核融合の力に興味を持つが、地底に住む鬼に出会いたくなかったため、魔理沙をけしかけた。
犬走 椛（いぬばしり もみじ）
山の見回りをしている白狼天狗。天狗仲間の射命丸文は彼女を苦手としており、会うと喧嘩のようになってしまうという。
普段は滝の裏で待機して大将棋で暇をつぶしている。『風神録』では、上司の大天狗からの命令で、山への侵入者の博麗霊夢、霧雨魔理沙の二人と、不審な神の八坂神奈子を監視していた。霊夢や魔理沙へは威嚇攻撃も行なっている。
『風神録』では、作中での会話イベントが無くスペルカードも使用しないため、イラストはドット絵しかない。『三月精 第3部』第1話の「天狗の花見」を想像する場面では、椛らしき犬耳を生やした天狗が描かれた。『求聞口授』の挿絵では、犬耳を生やした天狗が描かれている一方で、椛らしき同族の天狗には犬耳が生えていない。この挿絵に関しては、該当部分を担当したイラストレーターの匡吉が、「キャラクターデザインの指示はなく、既存のキャラクター設定を参考に自分なりにアレンジして描いた」旨をコメントしている。
東風谷 早苗（こちや さなえ）
守矢神社の風祝（かぜはふり）で、八坂神奈子の巫女でもある少女。
博麗霊夢の巫女装束に似た青と白の袖のない巫女装束を着用し、霊夢と同様の肩と腋の部分を露出させた服装である。また、蛇と蛙の形をした髪飾りをそれぞれつけている。
風雨に関する秘術を操る一族の子孫であり、秘術を使用できる者は現人神として人々の信仰を得るようになっていた。外の世界で信仰を得られなくなった神奈子の提案により、神社ごと幻想郷に移り住み、博麗神社を脅して幻想郷の信仰心を全て守矢に集めようとした。まじめな性格で自分の力に自信を持っていたが、霊夢や霧雨魔理沙によって退治された。『風神録』エンディングでは、霊夢に博麗神社の信仰拡大のためのアドバイスを行っている。
秘術を操る一族とは実は洩矢諏訪子の子孫であり、早苗も諏訪子の血を引いているのだが、早苗本人はそのことを知らない。
『風神録』5面では現人神であることを強調していたが、『風神録』後は自分は現人神のような特別な存在ではなく「ただの人間」であることを悟り、続く『地霊殿』では幻想郷では外の世界の常識が通用しないことを理解していた。『星蓮船』以降は神であることを主張する場面が多くなっているほか、妖怪退治を一種の娯楽として認識したような発言がある。『ダブルスポイラー』では「妖怪から力を吸い取る」という技を使用しており、射命丸文から評価される一方、姫海棠はたてからは「妖怪じみている」「人とも神とも異なる悪い奴のようだ」と言われている。
元は外の世界の住人のため外の世界の知識を有しており、『星蓮船』では外の世界の環境問題を話題に挙げる、『非想天則』では遠くに見えた非想天則の影を「アニメの巨大ロボット」と解釈する、『神霊廟』ではキョンシーのことを知っており宮古芳香の前で「テンテンかわいかった」と話す、同作品で豊聡耳神子の正体は死後尸解仙となった聖徳太子だと知った際に「え?　旧一万円札の?」と返すなどの場面がある。
八坂 神奈子（やさか かなこ）
早苗が祀っている神。本来は風の神であるが、紆余曲折を経て現在は山の神として祀られている。
高圧的かつ独善的な性格の持ち主。伝統より技術革新を重んじる傾向がある。
『地霊殿』では山の技術革新のため、諏訪子とともに、地底にある数百年使われていない旧地獄の地獄鴉(後に霊烏路空となる個体)に核融合の力を与えたが、これは後に様々な騒動を引き起こした。その後、河童を指示して地底に核融合研究施設「間欠泉地下センター」を建造した。『茨歌仙』や『求聞口授』でも、神奈子による技術革新案の記述がある。『地霊殿』では諏訪子が、神奈子は技術革新が好きだと発言している。
洩矢 諏訪子（もりや すわこ）
守矢神社に祀られている祟り神。
特徴的な帽子を被っている。「ミシャグジ様」という外の世界に存在する土着の神を幻想郷に連れてきた。カエルの神ではないが、カエル好きの人物で、シンボルとなっている。
『風神録』では、当初は表立って姿を現さず、山の妖怪たちからも「守矢の神社に神奈子以外の神がいるらしい」といった謎の存在とされていた。神社の探索に訪れた博麗霊夢や霧雨魔理沙と遭遇し、「神遊び」と称した弾幕勝負を行う。
『非想天則』では河童に非想天則を作らせたが、そのことを早苗や神奈子に知らせないままだったため、非想天則を巨大ロボットだと信じて追ってきた早苗を怒らせてしまい、戦闘になった。同作では「大地を作る」能力を駆使し大地や自然に関する様々な攻撃を行うほか、蛙のように座ったり跳ぶなど蛙をモチーフとした動きをする。配下のミシャグジ様を呼び出して、対戦相手を祟ったり襲ったりする技もある。
『求聞口授』での阿求の記述によると神格化された人間か何かだったと思われる神奈子とは異なり、純粋な信仰から成り立っている土着神である。普段は人の姿を取るが、分霊として祀られる際には、蛙の姿を取る事も多いという。また、スペルカードに「土着神『ケロちゃん風雨に負けず』」などのカエルの神であることを示すかのようなものもある。しかしこれは単に蛙が好きだからであり、蛙の神という訳ではない。

### 既存の登場人物
ここでは、『風神録』が初出ではない登場人物を解説する。
博麗霊夢
博麗神社の巫女。博麗神社の祭神は信仰不足で力を落としつつあるのだが、霊夢はあまり気にしていない。
神社を山の神に受け渡すよう見知らぬ少女（後に東風谷早苗という名前であることを知る）から言われ、判然としないまま山へ向かう。
霧雨魔理沙
魔法使いの少女。霊夢が動き出したのでつられて動き出した。意外と信仰心は厚く、山の神に会った時にどう受け答えするか考えながら山へ向かった。
射命丸文
妖怪の山の鴉天狗。山への侵入者である霊夢らと面識があったため、大天狗の命令により侵入者のところへ向かわされる。対決後は霊夢らを守矢神社に案内する。
一部のエンディングではレミリア・スカーレットが登場する。

## ステージ
| ステージ    | ステージタイトル        | 場所               | 中ボス     | ボス       |
| ----------- | ----------------------- | ------------------ | ---------- | ---------- |
| Stage 1     | 八百万の秋の神          | 妖怪の山の麓       | 秋静葉     | 秋穣子     |
| Stage 2     | 神々の疵痕              | 妖怪の樹海         | 鍵山雛     | 鍵山雛     |
| Stage 3     | 瑕疵無き要塞            | 未踏の渓谷         | 河城にとり | 河城にとり |
| Stage 4     | 要塞の山                | 九天の滝           | 犬走椛     | 射命丸文   |
| Stage 5     | 霊山に風が吹く          | 守矢の神社         | 東風谷早苗 | 東風谷早苗 |
| Stage 6     | あゝ風の神よ 神湖の地に | 風神の湖           | （なし）   | 八坂神奈子 |
| Extra Stage | 愉快な日本の神様        | 守矢の神社（本殿） | 八坂神奈子 | 洩矢諏訪子 |

## 曲目リスト
1. 封印されし神々 - タイトル画面
2. 人恋し神様 〜 Romantic Fall - 1面のテーマ
3. 稲田姫様に叱られるから - 秋穣子のテーマ
4. 厄神様の通り道 〜 Dark Road - 2面のテーマ
5. 運命のダークサイド - 鍵山雛のテーマ
6. 神々が恋した幻想郷 - 3面のテーマ
7. 芥川龍之介の河童 〜 Candid Friend - 河城にとりのテーマ
8. フォールオブフォール 〜 秋めく滝 - 4面のテーマ
9. 妖怪の山 〜 Mysterious Mountain - 射命丸文のテーマ
10. 少女が見た日本の原風景 - 5面のテーマ
11. 信仰は儚き人間の為に - 東風谷早苗のテーマ
12. 御柱の墓場 〜 Grave of Being - 6面のテーマ
13. 神さびた古戦場 〜 Suwa Foughten Field - 八坂神奈子のテーマ
14. 明日ハレの日、ケの昨日 - Extraのテーマ
15. ネイティブフェイス - 洩矢諏訪子のテーマ
16. 麓の神社 - エンディング
17. 神は恵みの雨を降らす 〜 Sylphid Dream - スタッフロール
18. プレイヤーズスコア - スコア入力画面、ゲームオーバー画面